# Bitter (biltillverkare)
Bitter är en tysk biltillverkare grundad 1971.

## Historik
Erich Bitter hade varit tävlingscyklist och racerförare innan han i slutet av 1960-talet började importera de italienska sportbilarna Abarth och Intermeccanica till Västtyskland. Varken Bitter eller hans kunder var nöjda med kvaliteten hos Intermeccanicas bilar och istället förvärvade Bitter tillverkningsrätten till en GT-bil ritad av Pietro Frua med mekanik från Opel Diplomat och V8-motor från Chevrolet. Bitter CD introducerades på bilsalongen i Frankfurt 1973 och byggdes hos Baur i Stuttgart. Bitter och hans nya partner Opel hade stora förhoppningar för modellen, men oljekrisen 1973 bidrog till att endast 395 bilar byggdes fram till 1979.
Sedan Opel lagt ned Diplomat-modellen tog man fram efterträdaren Bitter SC, baserad på Opel Monza. 488 bilar byggdes av Steyr-Daimler-Puch i Graz mellan 1981 och 1989.
Bitter har arbetat vidare med sin egen designstudio sedan biltillverkningen upphört. Under 2000-talet har företaget visat upp flera nya prototyper till nya Bitter-modeller baserade på Holden Monaro och Commodore, men ingen av dem har nått produktion.

## Bildgalleri

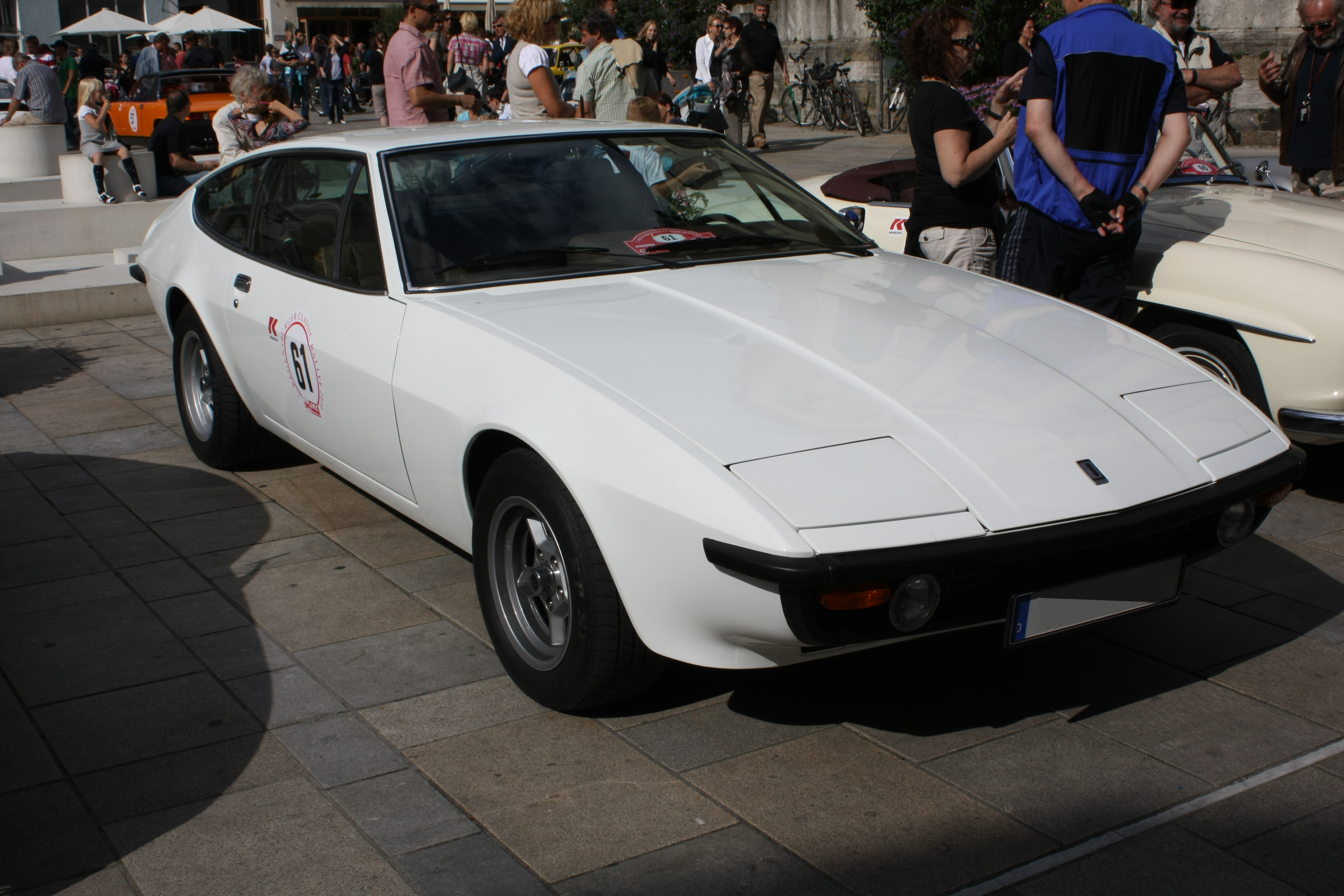
Bitter CD
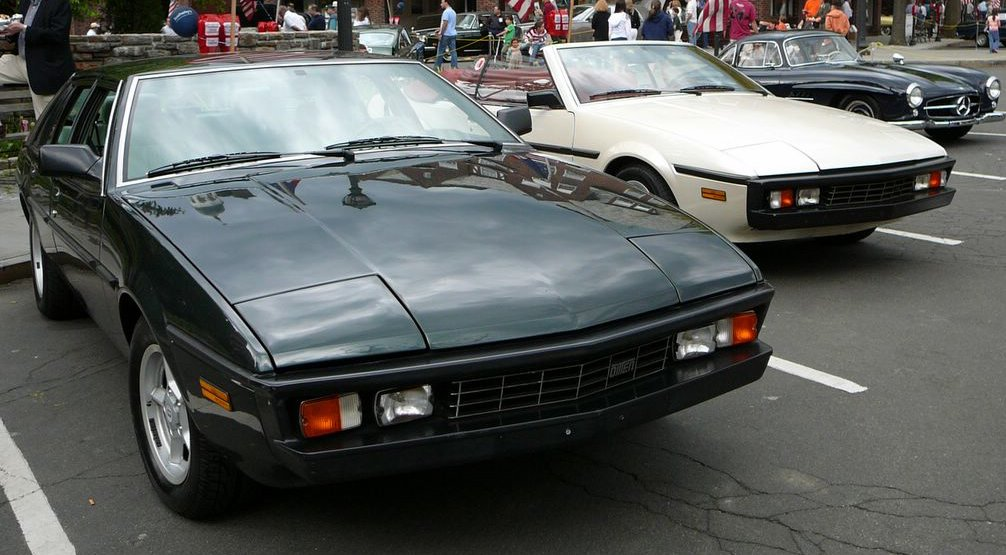
Bitter SC
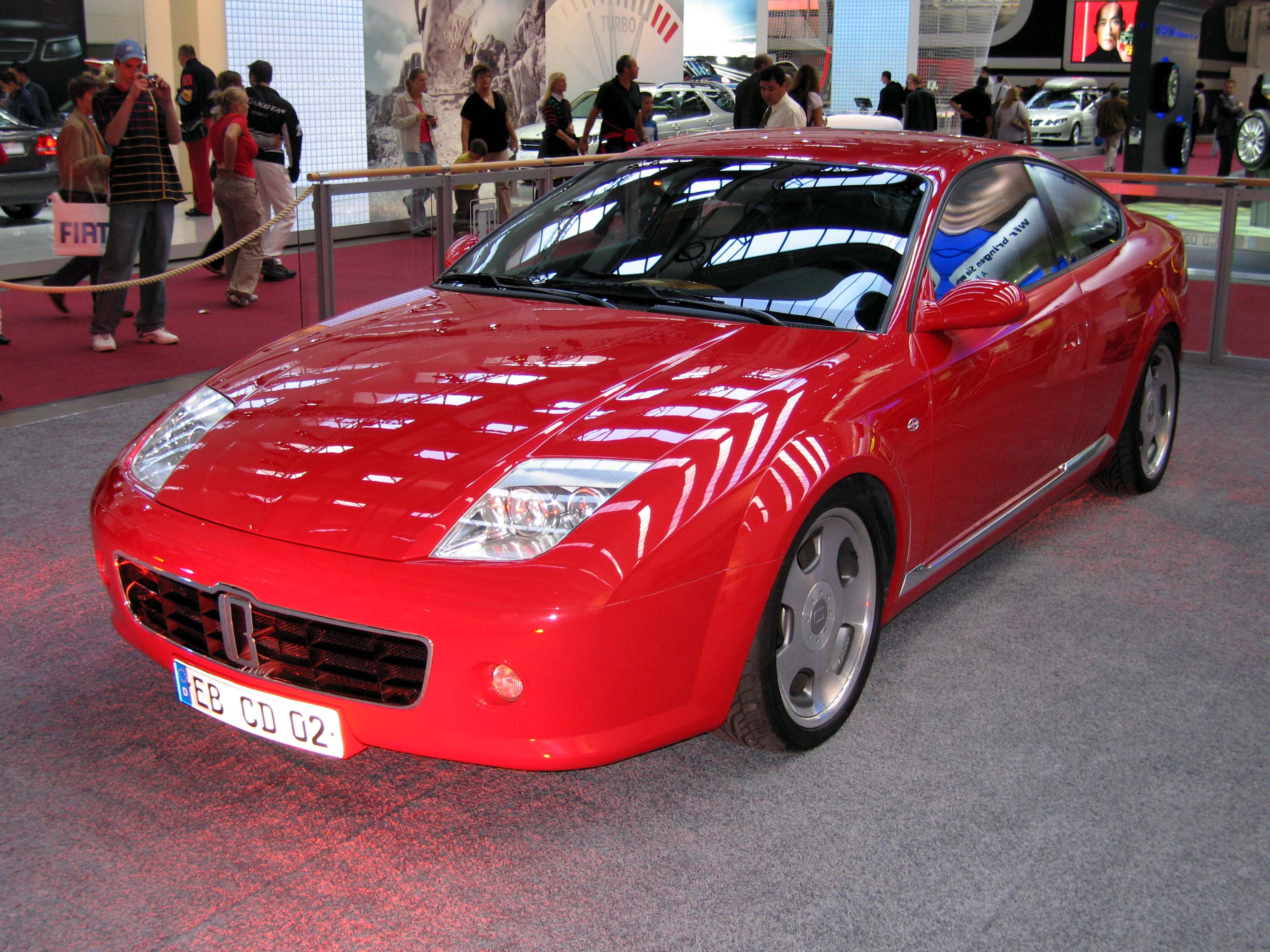
Bitter CD 2
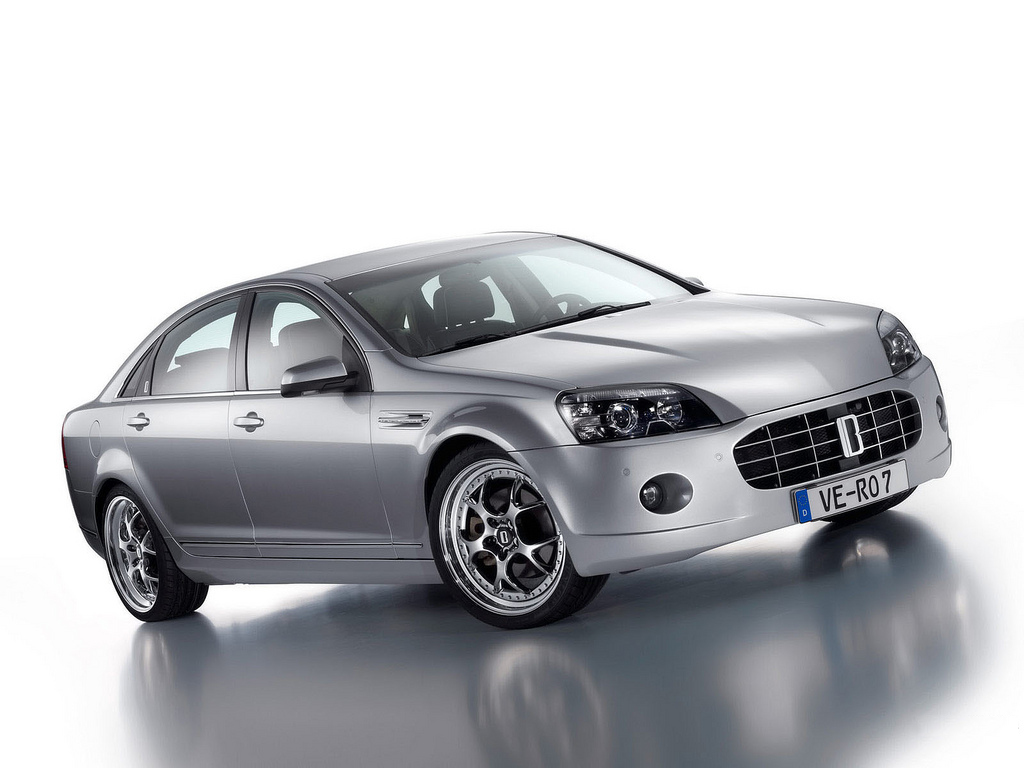
Bitter Vero
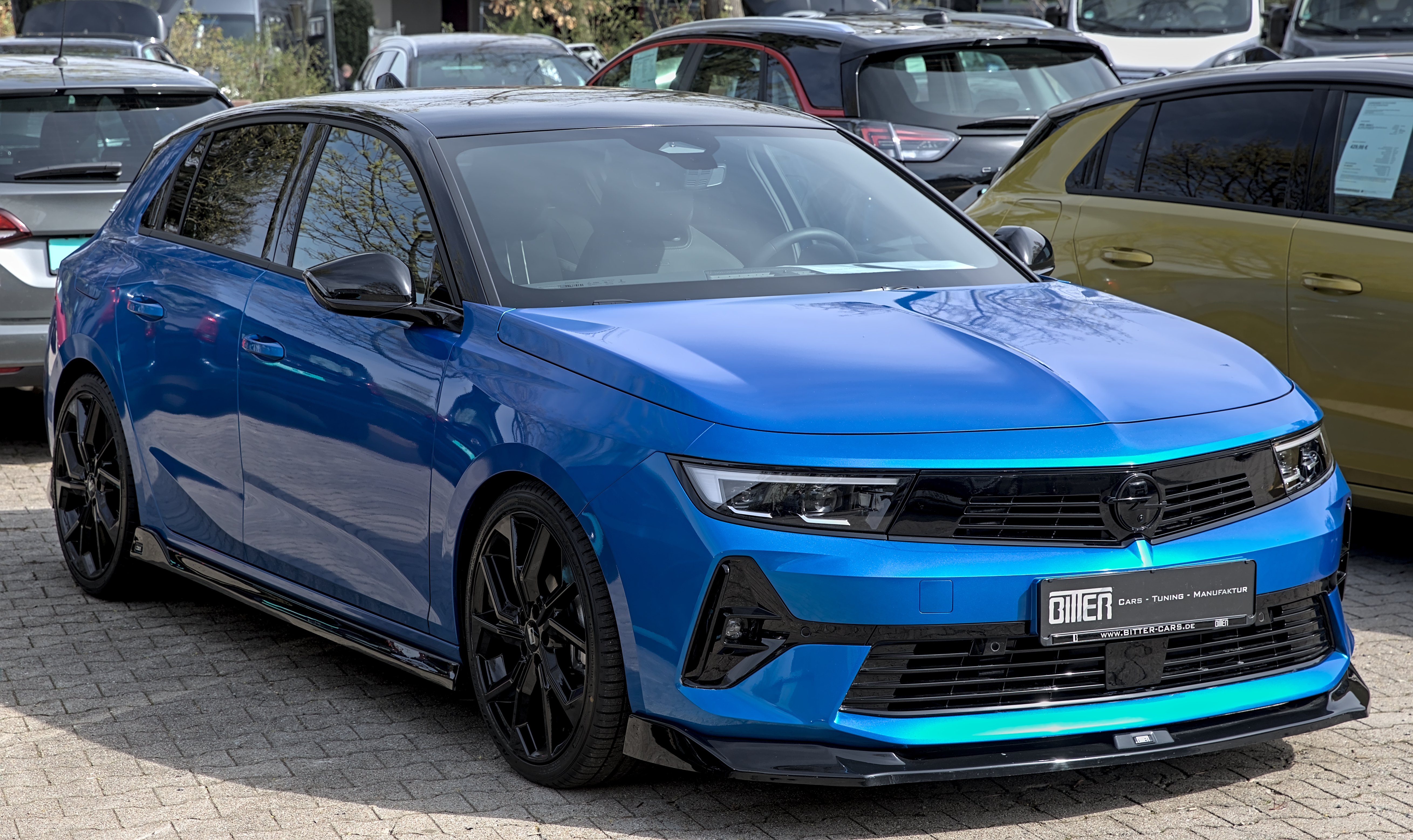
Bitter Astra L
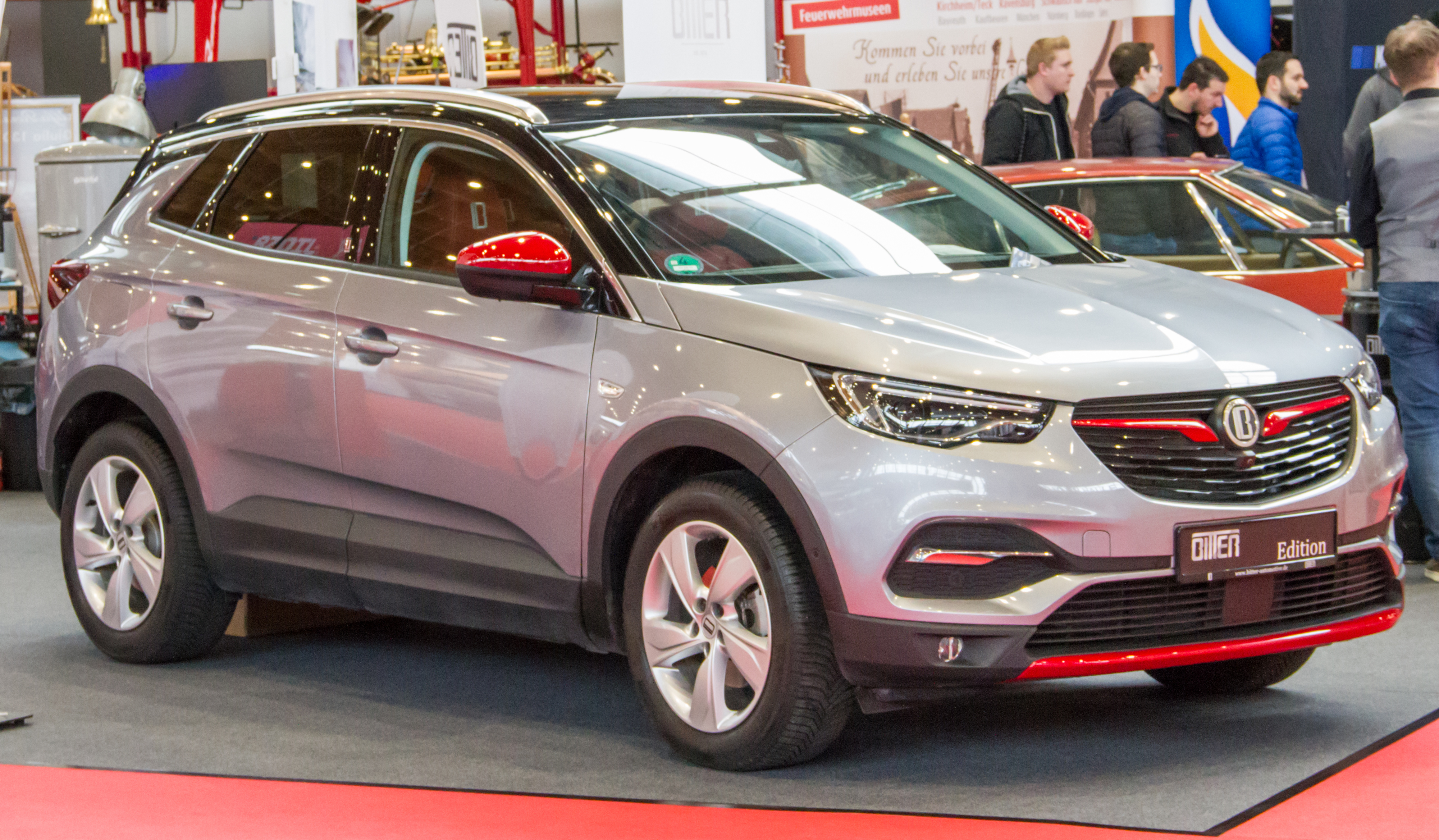
Opel Grandland X - Edition Bitter